# Aortokoronarni bajpas
Aortokoronarni bajpas ili aortokoronarno premošćavanje (skraćeno ACBP) je operacija na srcu kojom se premošćuje suženje koronarnih krvnih sudova koji ishranjuju srce. Zbog velike raširenosti koronarne bolesti aortokoronarni bajpas danas je postao jedna od najčešće izvođenih hirurških intervencija u svetu kod bolesnika kod kojih je ugradnja stenta kontraindikovana ili nepouzdana. Troškovi ove operacije su dosta veliki, pa tako npr. u Srbiji oni se kreću između 350.000 i 500.000 dinara.

## Istorija
Poslednje decenije 20. i prve decenije 21. veka, uvođenjem u kliničku praksu novih dijagnostičkih i terapijskih, kardioloških i kardiohirurških procedura, dovelo je do značajnog napretka u lečenju koronarnih bolesnika. Lečenje ishemijske bolesti srca sada predstavlja jedan od najvećih izazova u savremenoj kardiologiji i kardiohirurgiji. Savremena farmakološka terapija, nove invazivne perkutane koronarne intervencije i usavršene kardiohirurške operacije u znatnoj meri su promenile shvatanje mehanizma koronarne bolesti, način zbrinjavanja i prognozu ovih bolesnika.
Revaskularizacija miokarda tako je postala metoda kojom se obezbeđuje novi, dodatni dotok krvi u određene delove srčanog mišića (miokarda), u cilju bolje perfuzije ishemijom zahvaćenih delova miokarda, među kojima je hirurška metoda revaskularizacija miokarda putem aortokoronarnog premošćavanja (bajpas) postala zlatni standard kardiovaskularne hirurgije.
Dana 2. maja 1960. godine, prvi put u istoriji medicine, urađena je prva direktna revaskularizacija miokarda kod čoveka implantacijom desne arterije mamarije na desnu koronarnu arteriju. Operacija je urađena na kucajućem srcu. U bolnici Van-Etten u Njujorku operaciju je uradio Goetz sa saradnicima. Ova operacija je urađena kod tridesetosmogodišnjeg bolesnika. Međutim, kako operacija nigde nije bila objavljena, ostala je dugo ne zapaćena, jer su podatke o njoj istoričari medicine našli u operativnom protokolu bolnice Van-Etten u Njujorku. Iako nije prvi izvodio ovu operaciju, René Favaloro je bio prvi koji je sistematski izvodio ACBP s ponovljivim rezultatima. Zato se smatra „ocem” bajpas operacije, jer je priznat njegov ogroman doprinos na polju hirurške revaskularizacije.
Razvoj tehnika ekstrakorporalne cirkulacije i metoda miokardne protekcije, široko je prihvaćene i standardizovanom revaskularizacijom miokarda na „mirnom” srcu u kardioplegičnom arestu, doveli su do potpunog napuštanja operacija na kucajućem srcu. Međutim, unapređenjem tehnologije i operativnih tehnika, revaskularizacija miokarda na kucajućem srcu ponovo dobija na aktuelnosti i značaju. Ove tehničke varijacije i tehnološka unapređenja su se odnosila na stabilizaciju srca tokom šivenja anastomoze na koronarnoj arteriji, kao i na primenu protektivnog intraluminalnog šanta.

## Epidemiologija
Šezdesetih godina 20. veka > 35% ukupnih smrtnih slučajeva na 100.000  stanovnika samo u SAD bio je rezultat je ishemijske bolesti srca, koja je bila nešto niža u evropskim zemljama (npr. Velika Britanija ∼29% i Holandija ∼25%).
U takvim epidemiološkim uslovima opcija hirurške revaskularizacije bila je dugo očekivano rešenje za pacijente sa koronarnom arterijskom bolesti,  pa je ova tehnologija brzo usvojena sa širokim entuzijazmom. Godišnji broj ACBP postupaka u SAD-u brzo se povećao na 30.000–40.000 u 1974. godine i premašio 60.000 u 1976. Procenjeno je da je do 1976. već više od 300.000 pacijenata podvrgnuto ACBP.
Godišnja stopa primene ACBP nastavila je rast pa je tako samo u SAD-u do 1979.  rađeno i do 114.000 procedura godišnje.
U analizi evropskih zemalja, godišnja stopa ACBP povećala se sa 137.000 na 225.000 postupaka godišnje između 1992. i 2000. godine.  Takođe i u SAD konstantan je porast broja ACBP iako se stopa prilagođena dobu i polu (na 100.000 stanovnika) konačno izravnana na 100–150 postupaka godišnje.
Približavajući se prelazu između dva milenijuma, došlo je do perioda zasićenja tržišta, pa je primena ACBP-a počela sve više da opada. Studije zasnovane na podacima iz okruga Olmsted i državi Vašington pokazale su značajan pomak u odnosu PCI-ACBP;  i dok je porast broja revaskularizacija stagnirao, broj PCI nastavio je da raste kako je broj ACBP opadao.
U periodu od 2001. do 2008. godine broj postupaka revaskularizacije u SAD-u opao je sa 5.569 na 4.748 na 100.000 stanovnika zbog značajnog smanjenja ACBP (1.742 naspram 1.081; P < 0,001), ali ne i PCI (3.827–3.667; P = 0,74). Ovo je uglavnom rezultat većeg odnosa preživljavanja u randomiziranim ispitivanjima sprovedenim tokom 1990-tih i 2000-tih.  Naime rezultati ispitivanja pokazali su da je 71,0% do 73,5% pacijenata bilo živo 10 godina nakon PCI, odnosno ACBP ( P = 0,18), a preživljenje bez srčanog udara bilo je uporedivo manje  (63,9% naspram 63,6%, odnosno P = 0,97).
U većim objedinjenim analizama tokom petogodišnjeg praćenja, takođe nije bilo razlika u preživljavanju ili obliku smrti ili srčanom udaru.
Noviji rezultati ispitivanja SYNTAX i studije ASCERT protivrečni su tim nalazima i mogli bi pokrenuti novi pomak u odnosima PCI i ACBP, ovoga puta u korist ACBP.

## Koronarna cirkulacija i njen značaj
Srce ishranju leva i desna koronarna arterija.
Leva koronarna arterija — ishranjuje oko 70% srčanog mišića (miokarda). Njen početni deo naziva se glavno stablo, koje se račva na prednju medjukomorsku i cirkumfleksnu granu. Prednja medjukomorska grana daje krv za kontraktilno najvažnije zone srca. 
Desna koronarna arterija — daje zadnju medjukomorsku granu, takođe važan krvni sud za kontrakcije miokarda. 
Prema uticaju pojedinik delova koronarne cirkulacije na kontraktilnost srčanog mišića što se utvrđuje koronografijom, određuje se i prioriteti za premošćenja kod aortokoronarnog bajpasa. Tako npr. suženje glavnog stabla ili suženje visoko na prednjoj međukomorskoj arteriji zahteva revaskularizaciju srčanog mišića u što skorijem vremenskom periodu.

## Revaskularizacija miokarda
Revaskularizacija miokarda se može postići na dva načina:
1. Perkutanim kardiološkim interventnim procedurama ( balon dilatacija sa ili bez ugradnje stenta u koronarne krvne sudove ) i/ili
2. Hirurškom revaskularizacijom miokarda

### Hirurška revaskularizacija miokarda
Hirurška revaskularizacija miokarda može se postići na jedan od sledeća tri načina:
1. Aortokoronarnim premošćavanjem — aortokoronarni bajpas
Hirurška revaskularizacija miokarda putem aortokoronarnog premošćavanja (bajpasa) se može postići na dva načina:
- Uz pomoć pumpe za vantelesnu cirkulaciju (eng. Cardiopulmonary Bypass Machine-CPB - Heart-Lung machine), kada se aortokoronarno premošćavanje vrši na flakcidnom, mirnom srcu (u kardioplegičnom arestu).
- Bez upotrebe pumpe za vantelesnu cirkulaciju, kada se aortokoronarno premošćavanje radi na kucajućem srcu (eng. Off-Pump Coronary Artery Bypass Grafting-OPCABG).

2. Transmiokardnom laserskom revaskularizacijom
Transmiokardna revaskularizacija pomoću lasera je relativno nova tehnika indirektne revaskularizacije miokarda, koja se koristi u tretmanu bolesnika sa izuzetno teškim i difuznim oboljenjem koronarnih arterija, kod kojih perzistira medikamentozno refrakterna angina, a oni nisu kandidati za perkutane kardiološke interventne procedure i aortokoronarni bajpas.
3. Revaskularizacijom matičnim stem-ćelijama
Ova metoda zasniva se na operacija srčanog mišića matičnim ćelijama pacijenta i podrazumeva usađivanje ćelija iz bedrene kosti u srce da bi se u njemu regenerisalo tkivo odumrlo nakon infarkta. Može se primenjivati kod pacijenata koji više nisu kandidati za neku od metoda revaskularizacije kao što su ugradnja stenta ili bajpasa.

## Indikacije
Aortokoronarni bajpas u terapijske svrhe primenjuje se:
- Kod ljudi koji dugo godina boluju od šećerne bolesti,[36] jer se pokazalo da je kod njih uznapredovala koronarna bolest, koja je sa višestrukim suženjima i začepljenjima, tako da je bolja prognoza ako se podvrgnu ugradnji bajpasa nego ugradnji stenta.
- Kod suženja glavnog stabla leve koronarne arterije.[37]
- Ukoliko postoji izrazito veliki broj suženja, pa je shodno tome potrebno ugraditi veliki broj stentova, čak i ako pacijent nije dijabetičar.
- Ako postoje čvrsta totalna začepljenja koja nije moguće rekanalisati ugradnjom stenta.[38]
- Kada pacijenti imaju suženja ili začepljenja na prednjoj silaznoj koronarnoj arteriji, koja je najvažnija od tri prisutne.

## Postupak
Pre pristupanja ACBP najpre se vrše analize krvi, zatim obavlja preoperativna ultrasonografija srca. Operativni zahvat se radi u totalnoj anestezije, nakon koje se operacijom otvara grudni koš rezom preko sredine grudne kosti i izvodi zahvat na samom srcu. 
Za ovo premošćenje koriste se arterije ili vene uzete sa drugog mesta tela gde njihovo prisustvo nije neophodno. Pomoću njih se krv iznad mesta suženja dovede do mesta ispod suženja. Tako srce dobija dovoljnu količinu krvi i sa njom kiseonik potreban za normalan rad srca. Krvni sudovi koji se koriste za bajpas se nazivaju graftovi.
ACBP se uglavnom izvodi na zaustavljenom srcu, uz primenu vantelesnog krvotoka. Međutim u izvesnim slučajevima moguće je uraditi ACBP na srcu koje radi. Operacije na kucajućem srcu se izvode kod bolesnika kojima je potreban manji broj premošćenja ili kod rizičnijih bolesnika ukoliko je to moguće izvesti.
Posle operacije pacijent se smeštana na odeljenje intenzivne nege, na kojoj ostaje na posmatranju od 24-48 sati. Nakon vađenja drenova (plastičnih cevčica postavljene preko kože u grudni koš tokom operacije), nastaviće se sa postoperativnom negom koja podrazumeva kretanje, uzimanje određenih lekova, fizikalne vežbe, vežbe disanja, ponovno uzimanje krvi i ultrazvuk srca. 
Nakon oko sedam dana od operacije, pacijent se otpušta na kućno lečenje. Prvi kontrolni pregled, podrazumeva pregled kardiologa i pregled hirurga.

## Vrste graftova
Postoje dve osnovne vrste graftova koji se koriste za uspostavljanje aortokoronarnog bajpasa : venski i arterijski.
Venski graftovi
Zbog osobina koje poseduju venski graftovi, čiji zid je manje kvaliteta oni spadaju manje kvalitetni graftovi i koriste se za postavljanje na krvne sudove srca manjeg značaja.
Arterijski graftovi
Za razliku od venskih, arterijski graftovi su dugotrajniji i obezbeđuju bolje preživljavanje bolesnika. Arterija mamarija je arterijski graft koji se najviše koristi i stavlja se na prednju međukomorsku granu leve koronarne arterije. Ona ishranjuje prednji zid grudnog koša sa koga se ovaj krvni sud skine i jednostavno prebaci na srce. Primena ovog grafta danas je postala opšte prihvaćena i gotovo obavezna metoda premošćavanja prednje međukomorske grane leve koronarne arterije.

## Značaj metode
Ovom metodom se:
- Rešava bol kod bolesnika sa anginom pektoris.
- Sprečava nastanak eventualnog infarkta srca.
- Sprečava dalje pogoršanje funkcije srčanog mišića (miokarda) kod osoba koje su već preležale infarkt.

## Prognoza
Mortalitet (stopa smrtnosti) je u većim kardiohirurškim centrima mali (< 1%) kod bolesnika kod kojih srce nije jako oštećeno, a funkcija pluća, bubrega, jetre i drugih organa je uredna.

### Trajanje bajbasa
Vremensko trajanje ACBP zavisi od više faktora, jer bajpas hirurg samo premošćava suženje, ali ne može da zaustavu napredovanje bolesti, i novo suženje se može vremenom javiti ispod bajpasa. Neki od toh faktora su:
- venski graftovi traju kraće od arterijskih,
- upotreba arterijskih graftova,
- kvalitet primajućih krvnih sudovi srca,
- regulacija faktora rizika i
- zdrav način života koji produžavaju trajanje bajpasa.

U tom smislu uotreba arterije mamarije na prednju medjukomorsku granu leve koronarne arterije je neprikosnovena, uz suštinsko menjanje način života i ishrane od strane bolesnika može se obezbediti maksimalno produženje trajanja bajpaseva.
Trajanje pojedinačnog venskog bajpasa je oko 10 godina, dok arterija mamarija na prednjoj medjukomorskoj arteriji traje dugo. Ukoliko se graftovi vremenom zapuše, i bolesnik ponovo počne da oseća simptome potrebno je uraditi novu revaskularizaciju miokarda (novu hiruršku intervenciju), ili ukoliko je arterija mamarija prohodna moguće je samo izvršiti dilataciju – balon kateterom, i proširiti preostala suženja.

## Literatura
- Greenhalgh J, Hockenhull J, Rao N, Dundar Y, Dickson RC, Bagust A (2010). „Drug-eluting stents versus bare metal stents for angina or acute coronary syndromes”. Cochrane Database Syst Rev. (5): CD004587. PMID 20464732.
- Hillis, L. D.; Smith, P. K.; Anderson, J. L.;  . (2011). „2011 ACCF/AHA guideline for coronary artery bypass graft surgery: a report of the American College of Cardiology Foundation/American Heart Association Task Force on Practice Guidelines”. Circulation. 124 (23): e652—e735. PMID 22064599.
- Kulik, A.; Ruel, M.; Jneid, H.; Ferguson, T. B.; Hiratzka, L. F.; Ikonomidis, J. S.; Lopez-Jimenez, F.; McNallan, S. M.; Patel, M.; Roger, V. L.; Sellke, F. W.; Sica, D. A.; Zimmerman, L.; American Heart Association Council on Cardiovascular Surgery and Anesthesia (2015). „Secondary prevention after coronary artery bypass graft surgery: A scientific statement from the American Heart Association”. Circulation. 131 (10): 927—964. PMID 25679302. doi:10.1161/CIR.0000000000000182.
- Møller CH, Penninga L, Wettersley J, Steinbruchel DA, Gluud C (2012). „Off-pump versus on-pump coronary artery bypass grafting for ischaemic heart disease”. Cochrane Database Syst Rev. (3): CD007224. PMID 22419321.
- Morrow DA, Boden WE. Stable ischemic heart disease. In: Mann DL, Zipes DP, Libby P, Bonow RO, Braunwald E, eds. Braunwald's Heart Disease: A Textbook of Cardiovascular Medicine. 10th ed. Philadelphia, PA: Elsevier Saunders; 2014:chap 54.
- Omer S, Cornwell LD, Bakaeen FG. Acquired heart disease: coronary insufficiency. In: Townsend CM, Beauchamp RD, Evers BM, Mattox KL, eds. Sabiston Textbook of Surgery. 20th ed. Philadelphia, PA: Elsevier Saunders; 2017:chap 59.

## Spoljašnje veze
|  | Molimo Vas, obratite pažnju na važno upozorenje u vezi sa temama iz oblasti medicine (zdravlja). |